# السمطا بحري
قرية السمطا بحرى هي إحدى القرى التابعة لمركز دشنا في محافظة قنا في جمهورية مصر العربية. حسب إحصاءات سنة 2006، بلغ إجمالي السكان في السمطا بحرى 16514 نسمة، منهم 8557 رجل و7957 امرأة.